# Häufigkeitsanalyse
Die Häufigkeitsanalyse ist eine Methode der Kryptoanalyse. Dabei werden statistische Eigenschaften des verschlüsselten Textes ausgenutzt, um Rückschlüsse auf die unverschlüsselte Nachricht zu ziehen.

Die Buchstaben-Häufigkeitsverteilung eines längeren deutschen Textes

## Geschichte
Die Häufigkeitsanalyse wird seit dem 7. Jahrhundert benutzt, um Texte zu entschlüsseln, die mittels monoalphabetischer Verschlüsselung ohne Transposition chiffriert worden sind. Entdeckt wurde die Häufigkeitsanalyse von dem arabischen Gelehrten al-Kindī, erst deutlich später kam dieses Wissen nach Europa.

## Technik
Die Häufigkeitsanalyse dient der Entzifferung von Geheimtexten ohne bekannten Schlüssel. Die einzelnen Buchstaben werden dabei gezählt und ihre Häufigkeit notiert, meist in Prozent, also relativ zur Gesamtzahl der Buchstaben (Buchstabenhäufigkeit).
Nun kann aufgrund der spezifischen Häufigkeit spezieller Buchstaben in einer Sprache, das E beispielsweise kommt in der deutschen Sprache mit rund 17 % mit Abstand am häufigsten vor, auf das verwendete Alphabet geschlossen werden. Kommt in einer Nachricht also beispielsweise der ansonsten recht seltene Buchstabe Q mit etwa 17 % vor, so liegt der Schluss nahe, dass Q in dieser Verschlüsselung für das E steht. Falls mehrere Möglichkeiten der Zuordnung bestehen, kann man die gleiche Vorgehensweise zusätzlich auch auf Bigramme, also Buchstabenpaarungen, anwenden.
Da die Genauigkeit der Häufigkeit mit der Länge einer Nachricht steigt, ist eine lange Nachricht deutlich einfacher zu entschlüsseln als eine kurze. Dies gilt übrigens für die meisten kryptoanalytischen Verfahren.

## Verwendung in anderen Zusammenhängen
Häufigkeitsanalyse bzw. Frequenzanalyse bezeichnet auch eine Methode der quantitativen Inhaltsanalyse in der empirischen Sozialforschung.